# Ƈ
Ƈ (kleingeschrieben ƈ), auch Hochhaken-C, ist ein Buchstabe des lateinischen Schriftsystems. Er besteht aus einem C mit einem Haken, der wahlweise links oder rechts oben positioniert werden kann. Er ist im Afrika-Alphabet und im afrikanischen Referenzalphabet enthalten und wird in wenigen afrikanischen Sprachen, wie z. B. Serer, verwendet. Der Kleinbuchstabe ƈ stellte früher im internationalen phonetischen Alphabet den stimmlosen palatalen Implosiv dar, der Buchstabe wurde dort aber 1993 abgekündigt (das Phonem wird seither dort mit [ ʄ̊ ] repräsentiert).
Der Buchstabe ist als Transliterationszeichen in der im August 2022 veröffentlichten DIN 91379 gelistet.

## Darstellung auf dem Computer
Mit LaTeX kann das Ƈ mit Hilfe der fc-Schriften dargestellt werden. Die zugehörigen Befehle sind \m C für das große und \m c für das kleine Ƈ.
Unicode enthält das Ƈ an den Codepunkten U+0187 (Großbuchstabe) und U+0188 (Kleinbuchstabe).